# Ина (лунный кратер)
Кратер Ина (лат. Ina) — маленькое кратероподобное образование в Озере Счастья на видимой стороне Луны. Название дано по латинскому женскому имени и утверждено Международным астрономическим союзом в 1979 г.

## Описание кратера

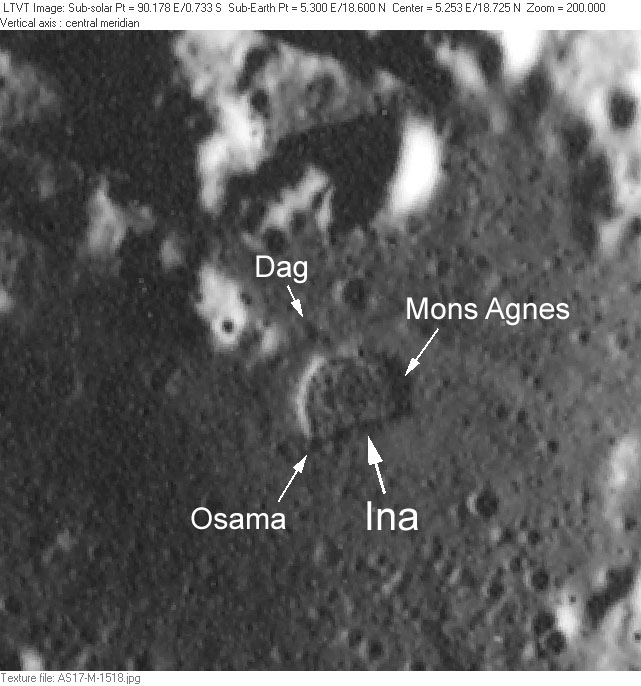
Ина и близлежащие объекты (снимок c борта Аполлона-17)

Кратер Ина является незначительным понижением местности. На востоке от него находится кратер Осама, на северо-западе кратер Даг, на северо-востоке — пик Агнесс. Селенографические координаты центра кратера 18°40′ с. ш. 5°18′ в. д. / 18,66° с. ш. 5,3° в. д., диаметр 3 км, глубина 30 метров.

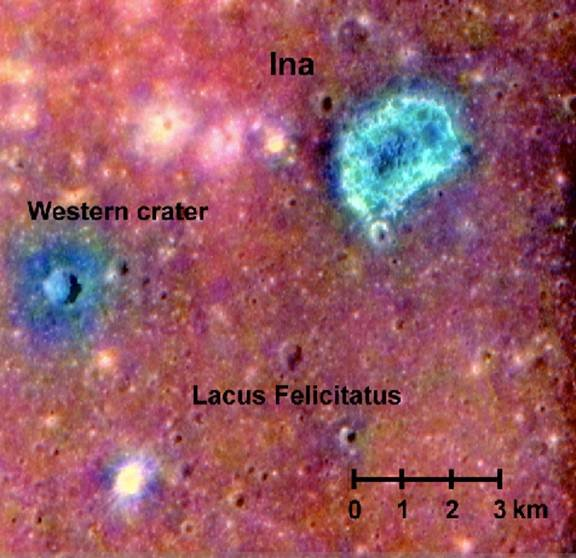
Снимок полученный с помощью спектрометра зонда Clementine.

В силу небольших размеров кратер трудно различим с Земли и впервые был обнаружен и сфотографирован астронавтами экипажа Аполлона-15. Происхождение Ины неясно. В 2006 г. группой ученых высказано предположение, что она появилась от извержения газов около 10 миллионов лет назад. Согласно данной гипотезе образование кратера вызвано прорывом газов, которые разбросали находившиеся на поверхности породы и обнажили слой пород под ними. Это явление не говорит о сравнительно недавней вулканической активности Луны, в противном случае были бы заметны потоки лавы, окружающие вулканическую кальдеру. Газы могли скапливаться в течение весьма продолжительного периода времени, а их прорыв мог быть спровоцирован сравнительно недавним лунотрясением.
Края Ины и холмов внутри неё очень чёткие, что говорит о её сравнительно небольшом возрасте. На приведенном снимке, полученном с помощью спектрометра зонда Clementine, видно, что в кратере Ина находятся породы с высоким альбедо, не подвергшиеся космическому выветриванию. Голубой цвет на данном снимке обозначает базальты с высоким содержанием титана, обнаженные сравнительно недавно.

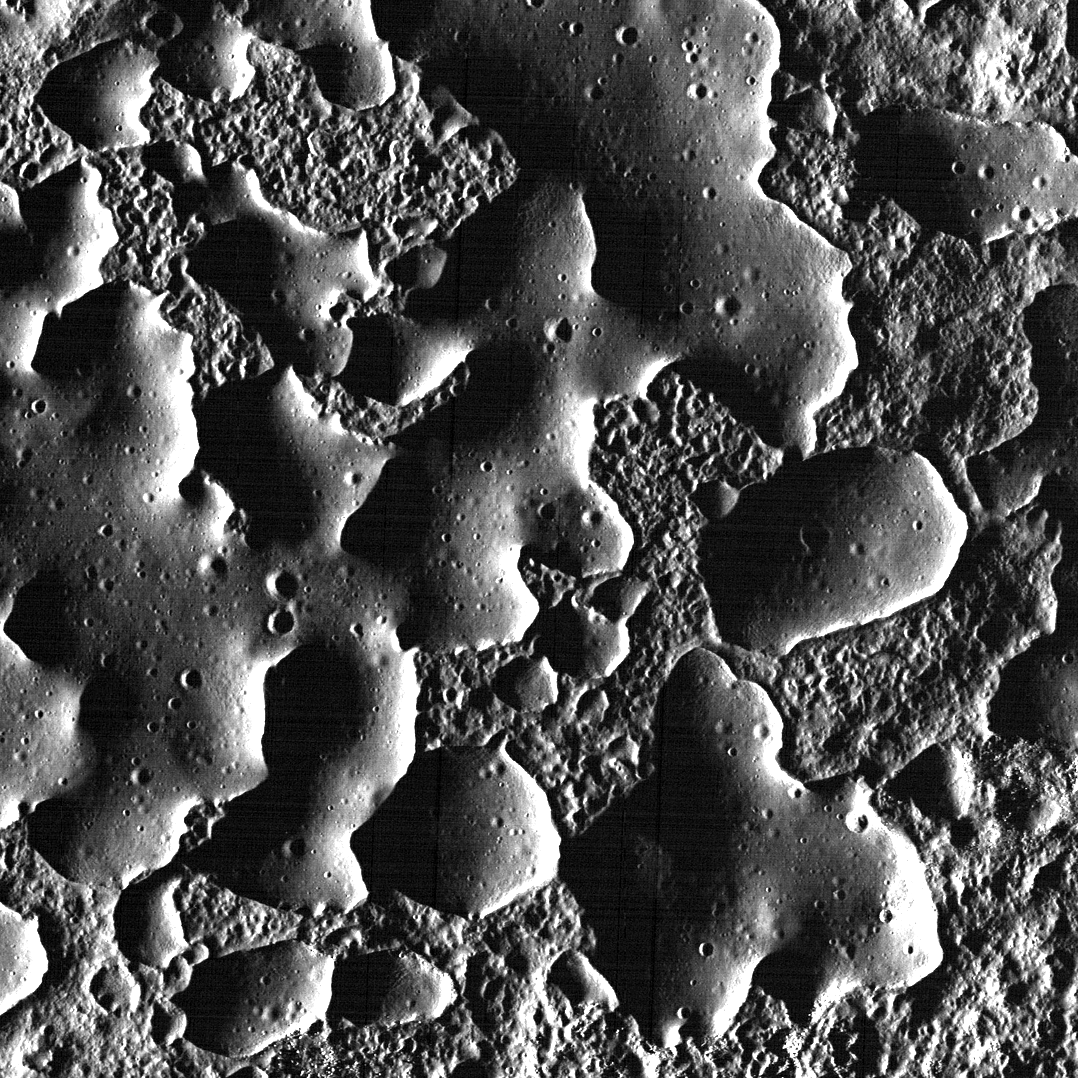
Участок дна кратера Ина. Снимок зонда Lunar Reconnaissance Orbiter.

В качестве дополнительного аргумента о сравнительно небольшом возрасте Ины часто приводится утверждение, что на 8 кв. километрах её площади практически отсутствуют ударные кратеры (отмечены лишь два явных ударных кратера диаметром свыше 30 м). Однако снимки с борта Lunar Reconnaissance Orbiter с высоким разрешением позволяют увидеть много несомненных ударных кратеров. Таким образом, вопрос об образовании и возрасте кратера остается открытым.

## История открытия и изучения
Кратер Ина впервые был обнаружен на фотографиях, снятых с лунной орбиты в 1971 году экипажем Аполлона-15. Обнаружение его могло состояться пятью годами ранее, на фотографиях зонда Lunar Orbiter - IV, но этому помешал дефект снимка. В конце 1972 г. наблюдение и съёмка кратера были выполнены экипажем Аполлона-17. Начиная с 2009 г. были получены снимки зонда Lunar Reconnaissance Orbiter при различных углах освещения Солнцем и с разрешением ≥50 см/пиксель.
В 1974 году на фототопографической карте LTO41C3_2, опубликованной NASA, появилось наименование кратера — Ина, в соответствии с правилами номенклатуры планетных названий использовать для маленьких кратеров только имена, которое и было утверждено Международным астрономическим союзом в 1979 г., одновременно с этим получили собственные названия кратеры Даг и Осама. Ранее, во времена программы «Аполлон», для кратера Ина использовалось название «D-кальдера».

## Аналоги на Луне и других планетах
Кратер Ина относится к классу объектов называемых "менисковыми впадинами" (англ. meniscus hollows) за схожесть их краев с выпуклым мениском, или неправильными морскими областями (англ. irregular mare patches). Сегодня на Луне известно несколько десятков подобных объектов, расположенных на поверхности лунных морей. Считается, что данные объекты имеют вулканическое происхождение, однако полной ясности в этом вопросе пока не существует.
Подобные объекты распространены также на Меркурии, где количество их на порядок больше. От лунных менисковых впадин они отличаются наличием яркого гало, обычно имеют больший размер и находятся в ударных кратерах.

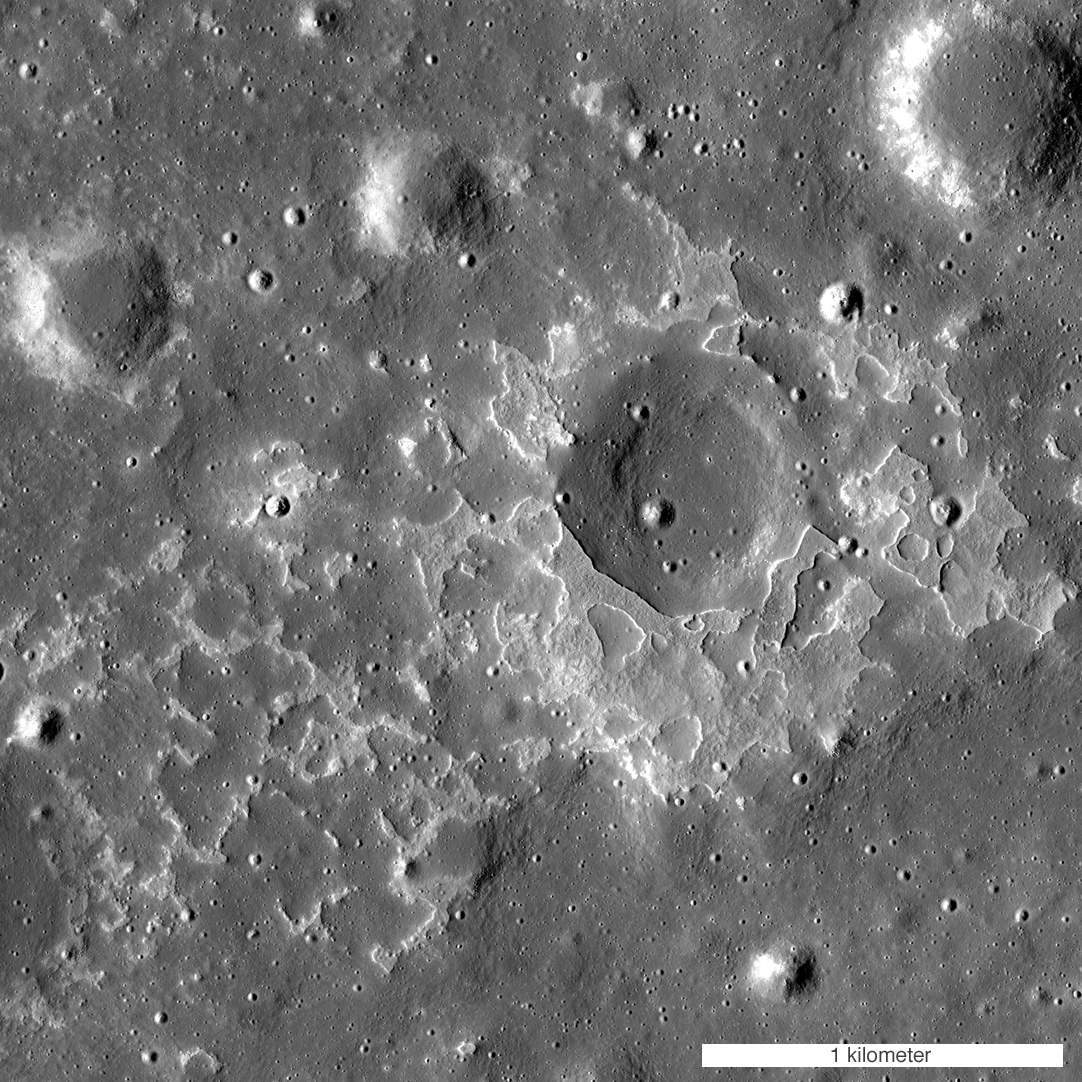
Структура, подобная кратеру Ина, в Море Спокойствия. Ширина снимка 3 км.
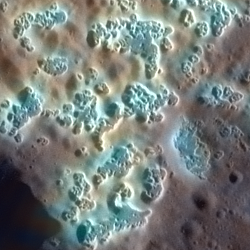
Менисковая впадина на Меркурии. Цвета искусственно усилены. Ширина снимка 7 км.

## Сателлитные кратеры
Отсутствуют.